# Lucie Décosse
Lucie Décosse (ur. 6 sierpnia 1981 w Chaumont) – francuska judoczka, mistrzyni i wicemistrzyni olimpijska, trzykrotna mistrzyni świata, czterokrotna mistrzyni Europy.
Décosse zdobyła dwa medale olimpijskie – złoty w Londynie (w kategorii do 70 kg) oraz srebrny  w Pekinie (do 63 kg). Mistrzostwo świata zdobyła trzykrotnie – w 2005, 2010 i w 2011 roku. Startowała również w igrzyskach olimpijskich w Atenach, zajmując 7. miejsce. Jest również siedmiokrotną medalistką mistrzostw Europy. Startując w mistrzostwach Starego Kontynentu, zdobyła cztery tytuły mistrzowskie, ostatni w 2009 w Tbilisi w kategorii wagowej do 70 kg. Poprzednio startowała w kategorii do 63 kg.
Startowała w Pucharze Świata w latach 2000, 2001, 2004, 2005 i 2012.